# Sumatriptan
Sumatriptanul este un medicament din clasa triptanilor și este utilizat în tratamentul migrenelor. Căile de administrare disponibile sunt: orală, intranazală și subcutanată.
Molecula a fost patentată în 1982 și a fost aprobată pentru uz medical în anul 1991. Se află pe lista medicamentelor esențiale ale Organizației Mondiale a Sănătății.

## Utilizări medicale
Sumatriptanul este indicat în tratamentul acut al fazei de cefalee a episoadelor de migrenă, cu sau fără aură, la adulți.

## Farmacologie
Sumatriptanul este un agonist selectiv al receptorilor pentru serotonină (de tipul 5-HT1B și 5-HT1D) de la nivelul vaselor sanguine cerebrale.